# Lophoprora cyanostacta
Lophoprora cyanostacta är en fjärilsart som beskrevs av Edward Meyrick 1930. Lophoprora cyanostacta ingår i släktet Lophoprora och familjen vecklare. Inga underarter finns listade i Catalogue of Life.